# Østre Magsdys
Der Østre Magsdys ist eine megalithische Grabanlage der jungsteinzeitlichen Nordgruppe der Trichterbecherkultur im Kirchspiel Ferslev in der dänischen Kommune Frederikssund.

## Lage
Das Grab liegt südöstlich von Baunehøj auf einem Feld. Nur wenige Meter nordwestlich befand sich das zerstörte Großsteingrab Vestre Magsdys. In der näheren Umgebung gibt bzw. gab es zahlreiche weitere megalithische Grabanlagen.

## Forschungsgeschichte
1810 wurde die Anlage unter Schutz gestellt. In den Jahren 1873 und 1942 führten Mitarbeiter des Dänischen Nationalmuseums Dokumentationen der Fundstelle durch. Eine weitere Dokumentation erfolgte 1989 durch Mitarbeiter der Forst- und Naturbehörde.

## Beschreibung
Die Anlage besitzt eine runde Hügelschüttung mit einem Durchmesser von 25 m und einer Höhe von 3,5 m. Eine steinerne Umfassung ist nicht zu erkennen. Der Hügel besteht aus Erde, die mit Steinen und Feuerstein-Bruchstücken durchmischt ist. Im Ostteil des Hügels ist eine größere Senke erkennbar, im Westteil eine kleinere. Die im Nordteil des Hügels gelegene Grabkammer ist als Ganggrab anzusprechen. Sie hat eine Länge zwischen 5 m und 5,5 m und eine Breite zwischen 1,9 m und 2,2 m. Die Wandsteine sind vollständig im Hügel verborgen, es sind nur zwei Decksteine der Kammer und zwei Decksteine des Gangs sichtbar.